# 송산고등학교
송산고등학교(松山高等學校)는 대한민국 경기도 화성시 송산면 사강리에 있는 사립 고등학교이다.

## 학교 연혁
- 1953년 5월 19일 : 재단법인 송산학원 설립, 이사장 정갑성 취임
- 1961년 4월 8일 : 초대 김진모 교장 취임
- 1968년 12월 3일 : 송산종합고등학교로 교명변경 및 9학급으로 증설
- 1972년 10월 6일 : 학교법인 소농학원 설립인가
- 1996년 10월 3일 : 학과개편(상업과→경영정보과)
- 2000년 2월 1일 : 급식시설 준공
- 2004년 3월 2일 : 제5대 이사장 이효창 취임
- 2005년 3월 1일 : 학과개편 및 교명 변경(송산고등학교)
- 2006년 10월 31일 : 기숙사(청솔관) 개관
- 2009년 4월 21일 : 배구부 창단 및 배구부 숙소 개관
- 2010년 2월 17일 : 학습관 개관
- 2011년 2월 23일 : 급식소 준공 및 체육관 완공
- 2017년 8월 1일 : 제6대 최한

## 참고 자료
- 송산고등학교 - 한국교육학술정보원 학교알리미